# Judd Trump
Judd Trump (Anglia, Bristol, 1989. augusztus 20. –) profi világbajnok snookerjátékos az angliai Bristolból. Még 2005-ben történt profivá válása előtt jelentős ifjúsági versenyeken ért el sikereket. 2011. április 5-én nyerte első rangsorolt győzelmét, amikor a China Open fináléjában Mark Selbyt győzte le 10–8 arányban. A kínai sikert követően bejutott a 2011-es snooker-világbajnokság döntőjébe, ahol 18–15 arányban kikapott John Higginstől. 2019-ben megnyerte a világbajnokságot, a döntőben Higginst legyőzve 18–9-re.

## Amatőrként
Trump angol bajnok volt már a 13 és a 15 év alattiak kategóriájában is, majd 14 éves korában a 21 éven aluliak angol bajnokságában annak elődöntőjéig jutott. Ebben az időben, Ronnie O'Sullivan 1991-es rekordját megdöntve Trump minden idők legfiatalabb, 147-es breaket elérő játékosa lett.

## Profi karrier
A 2005/2006-os idényben csatlakozott a profik bajnokság-sorozatához, és már a Welsh Openen bejutott a döntőbe, így vált minden idők legfiatalabb játékosává, aki rangsorolt torna kieséses szakaszába jutott, majd a China Openen megismételte szereplését, továbbjutását ezúttal Michael Holt akadályozta meg (4-5).
Trump vált a harmadik legfiatalabb olyan snooker-játékossá, aki elérte a világbajnoksági szereplést. (Stephen Hendry és Ronnie O’Sullivan után, később Liu Chuang és Luca Brecel is 17 évesen szerepelt világbajnokságon, akárcsak Trump.)
Ezután egy kisebb hullámvölgy érkezett a 2007/2008-as szezonban, amikor a Welsh Openen például csak a legjobb 32 közé sikerült bekerülnie Joe Swail legyőzésével. A 2008-as snooker-világbajnokságon Joe Swail ellen búcsúzott, aki 9-7-es Trump-előnyből fordította meg a mérkőzést 10-9-re.
A 2008/2009-es szezont jól indította, első 4 versenyén jó helyezéseket ért el. A Grand Prix-n Graeme Dottot, és Joe Perryt győzte le a legjobb 16 között. Ezután karrierje addigi legnagyobb sikerét elérve legyőzte Ronnie O’Sullivant 5-4 arányban, s ezzel bekerült az elődöntőbe, ahol John Higgins állította meg. Ezután legyőzte a kétszeres világbajnok Mark Williamst, s ezzel kvalifikálta magát a bahreini tornára. Megnyert egy kvalifikációs tornát, ezzel vívta ki szereplését a 2009-es Masters Tornán, de itt már az első fordulóban vereséget szenvedett Mark Allentől. Ezután a világbajnokságra sem tudott bekerülni, mert 6-3-as előnyből 10-8-ra kikapott az angol Stephen Leetől.
A 2009/2010-es szezonban talán egy említésre méltó eredménye volt; a Premier League Snooker sorozatban elődöntőbe jutott, ahol Ronnie O’Sullivantől kapott ki. Az évet a 30. helyen zárta a világranglistán.
Karrierje a 2010/2011-es szezonban indult be igazán. (Jól kezdett, hiszen az Austrian Open döntőjében Neil Robertsont múlta felül 6-4 arányban, majd az EPTC sorozat első állomásán is győzni tudott, itt Anthony Hamilton volt az ellenfele, a meccs végeredménye 4-3 lett.) Egészen a China Openig viszont nem volt nagy eredménye ("nagy" versenyeken első vagy második fordulókban esett ki), de ez előbb említett tornát majdnemhogy a semmiből nyerte meg, Mark Selbyt legyőzve 10-8-ra. A világbajnokságra is átmentette jó formáját, hiszen itt egészen a döntőig jutott, nem kis „skalpokat” gyűjtve. Hiszen a fináléig vezető úton legyőzte Neil Robertsont, Martin Gouldot, Graeme Dottot és Ding Junhuit is. A döntőben John Higgins állította meg, 18-15-re győzte le. Trump így ezt a szezont a 9. helyen zárta.

## Fordítás
Ez a szócikk részben vagy egészben  a   Judd Trump című angol nyelvű Wikipédia-szócikk fordításán alapul.  Az eredeti cikk szerkesztőit annak laptörténete sorolja fel. Ez a jelzés csupán a megfogalmazás eredetét és a szerzői jogokat jelzi, nem szolgál a cikkben szereplő információk forrásmegjelöléseként.